# Кая
 Тази статия е за музикалната група.  За рибата вижте Попчета.  
Кая е българска реге, ска и фънк група.

## История

### Създаване
Идеята за създаването на групата се заражда в главата на основателя ѝ, басистът Георги Борисов (Жмея), по време на слънчевото затъмнение на 11 август 1999 г.
По това време Борисов „забива“ в гаражна кросоувър банда, в която обаче не възприемат добре новите му по-леки и веселяшки идеи. Следва преосмисляне на всичко до този момент, след което Жмея напуска и през зимата на 1999 г. официално създава Кая (на английски: КAYA). Но до събирането на идеалния лайн-ъп минават около шест месеца, през които изпробва около дузина музиканти. Така той открива самородния талант Михаил Безручков – арменско-руски китарист, който е един от „виновниците“ за по-сетнешното звучене на бандата. Така постепенно започва да се изгражда стила на групата, чиято основа се корени в реге и рага музиката. Но наред с тези два стила при слушането на KAYA могат да се доловят и джази тръбите на брасовете, нихилистичните настроения на текстовете и фънки груува на ритъм-секцията. Също така не остава незабелязано и онова пънк-кор настроение, което е като нещо недоизказано във всяка едно от песните на бенда. Първоначалната формация включва Жоро (Жмея) – вокал и бас китара, Мишо (Арменеца) – китара, Коцето Атанасов – тромбон и беквокали, Селма – пиано, Ники – барабани и Анди от Нигерия – китара. В този състав те изнасят няколко концерта, от които един е като подгряваща група на популярната по това време група Уикеда. Но към края на 2000 година Жмея попада на Михаил Михайлов (Михата), който тогава е напуснал Уикеда и работи като продавач в един от магазините на „Мейсънс“.
Следват няколко репетиции с него, а сетне и два концерта, след които той решава да се присъедини към реге-шайката. Така стилът добива и новото по-тежко звучене, което идеално се съчетава с цялата идеология на досегашните парчета.

### Студийни и медийни проекти
През зимата на 2000/2001 г., музикантите се затварят в различни репетиционни, в които доизграждат своите идеи. Тогава те са готови и с албума си, който две години по-късно ще бъде записан в студио „РЕЙ“ под вещата саунд-режисура на Милко Михайлов.
Легендарния тромпетист Михаил Йосифов помага на момчетата с написването на брасове за една голяма част от парчетата.
Професионално записват първото си парче „Но не мисля“ през ранната пролет на 2001 г. Там отново с неподражаемия си стил на свирене се включва и Михаил Йосифов.
Стилът на песента е нещо средно между реге и ска музика. Малко по-късно под ръководството на кино оператора Ярослав Ячев заснемат и клип, който само след около три седмици се завъртява в Българския ефир. Точно по това време почти едновременно Селма Лински и Мишо Арменеца заминават за Щатите, и на тяхно място идват Иван Костов (Рибата) – китарист, и Яшата – пиано.
Взимат и тромпетиста Сандо Сандов, който вкарва тъй характерните етно и автентично фолклорни елементи в музиката на по-късната KAYA.
Тогава като че се отприщва нещото, което изглежда само е тлеело. През 2002 г. записват демо албум, който почти моментално започва да се разпространява апокрифно. А наред с това имат и постоянни участия в единствения ъндърграунд клуб в София, „О'Шипка!“, като същевременно свирят и по повечето от българските фестивали. Също така забиват и в почти всички клубове за жива музика в столицата. Ето защо са забелязани от новосформираната музикална компания „Токсити рекърдс“, която им предлага едногодишен мениджърски и продуцентски договор. По този договор те записват четири парчета: „Кажи ми“, "Генчо (Той е!), „Утро и 1/2“ и „СЦЕ(ЦИ)НИЧНО“.
Така през 2003 г. най-после влизат в студио „РЕЙ“ за записите на цял албум, който за жалост е издаден в ограничен тираж и почти апокрифно, поради ред независещи от тях причини. Албумът е записан за около пет дни и е наречен „ЛЕГАЛНО“. За цялостното звучене на парчетата им помага и техния нов приятел, тонрежисьорът Милко Михайлов, който дава максималното за да може групата да звучи на едно европейско ниво.
През лятото на 2003 г. снимат втори клип, който е по песента „Те искам!“. Парчето влиза в национални Топ 100, където се задържа няколко седмици. Излъчвано е по всички най-големи национални телевизии и радиа. За групата има публикации в списания като „НОВ РИТЪМ“ и „За Жената“, вестниците „Труд“, „24 часа“ и „Дума“, таблоида „Шок“ и много други. Също така групата има множество радио интервюта по национални и регионални радио станции като БНР, радио Веселина, радио Експрес, радио Тангра, радио Зи-Рок, Франкофонско радио RFI, Радио ФМ Плюс, радио Хоризонт и други, където момчетата от групата промоцират албума и клипа към него. Следват много концерти и участия по концерти и фестивали в помощ на промоцирането на албума и пилотния сингъл „Те искам!“

### Концертна дейност
Следват участия по концерти и медии, чрез които за групата започват да научават все повече хора. Групата участва и на българския „Уудсток“, провеждащ се в Рила планина, дарявайки символичните си хонорари от него за развитието на българския туризъм. KAYA е и една от малкото групи, които подкрепят тази кауза.
А навръх нова година (2004) бандата свири пред 14 000 души на площад „Батенберг“, където предизвикват невиждан фурор.
През 2005 г. имат участие в първото Биг-биг лятно реге парти в България, и в концерта за расова търпимост, където се изявява доста от „елита“ на столичния музикален ъндърграунд.
Идва време за нови рокади. Групата напускат Сандо Сандов и Иван Рибата. На мястото на стария китарист идва Сънката, един от героите на софийската ъндърграунд сцена и небезизвестните Петьо Момчев (саксофон) и Вили Стоянов (тромбон), които са и едни от най-добрите брасаджии в България, свирещи също така и в Браз Асоциация.
През 2010 г. KAYA е подгряваща група на ска легендите от Ню Йорк – The Toasters. Също така музикантите се включват и в благотворителната кампания „Да помогнем на Ели“.
След 10-годишно отсъствие от сцената, през лятото на 2021 г. групата се събира отново за да вземе участие в новия музикален фестивал „Топло фест“ в София.

## Членове
- Георги Борисов (Жмея) – бас и вокал, композиции, автор на текстове
- Михаил Михайлов (Михата) – барабани
- Сънката – китара
- Петьо Момчев – саксофон
- Сашко Борисов – тромбон
- Иван Терзиев (Вожда) – синтезатори и вокал

Още участници през годините:
- Вили Стоянов – тромбон и хореография
- Селма Лински – пиано, смях и глас
- Ясен Обретенов (Яшата) – пиано
- Мишо (Арменеца) Безручков – китара и вокали
- Коцето Атанасов – тромбон и вокали
- Ники – барабани
- Андрю Джин Чи (Анди) – китара и вокали
- Сандо Сандов – тромпет
- Иван (Рибата) – китара
- Или (Мехикото) – саксофон
- Мишо Йосифов – написал една голяма част от брас аранжиментите на първите песни на KAYA
- Филип – перкусии
- Манев – китара
- Максим Ячев – създател на обложката за труднонамиращия се албум „Легално“

## Албуми
- Demo Sessions (2002)
- Легално (2003)
- Live At O'Shipka (2005)